# Entierro
L'entierro era un rito religioso cristiano collegato alle celebrazioni della Pasqua. Cosi chiamato nella regione di Milano, è conosciuto come la processione del Cristo Morto che esiste fino ad oggi nel Principato di Monaco.

## Etimologia
Il termine deriva dalla parola spagnola entierro (sepoltura) e indica una particolare processione con il Cristo morto diffusa nello stato di Milano in età barocca. Data la vasta diffusione sul territorio e la ancora scarsa documentazione in merito, non si sa con certezza se effettivamente si trattasse di un rito di origine spagnola. Un Santo Entierro è testimoniato presso le carmelitane scalze di Madrid alla metà del 1500, si trattava però di una cerimonia liturgica di deposizione, in cui veniva sepolta un'ostia che simbolicamente commemorava la sepoltura di Cristo. A Madrid un'arciconfraternita de La Real e ilustre Esclavitud de Nuestro Padre Jesus Nazareno e del Santissimo Sacramento y Santo Entierro organizzava una processione di cui si ha notizia a partire dal XVII secolo.

## Storia
L'origine dell'Entierro è stata rivendicata dai padri barnabiti perché a Milano fin dal 1587 organizzavano una processione del venerdì santo con misteri della Passione che terminava al santo Sepolcro. Analoghe processioni i barnabiti promuovevano anche a Pavia e nel tardo Settecento ed Ottocento a Monza. Nel ‘600 a Milano e a Como la manifestazione è organizzata dai gesuiti. Una terza possibile origine dell'Entierro è attribuita ai francescani soprattutto per ciò che concerne l'atto della deposizione del Cristo crocifisso e della devozione al sepolcro.
Espressione della spettacolarità barocca e della devozione religiosa di antico regime, quando nel 1786 Giuseppe II riformò il culto e le manifestazioni religiose pubbliche, l'entierro milanese venne soppresso insieme ai suoi promotori.
Il libretto delle Granatiglie, il più antico attualmente ritrovato, descrive la funzione, risalente al 1699, opera dei laici e dei chierici, così anche il testo recuperato ed esistente per la funzione di Cereseto e di Frassinello descrive i "pietosi atti" di Giuseppe e Nicodemo nella deposizione del Cristo.

## Rito
La cerimonia si articola in due atti: la deposizione del simulacro di Cristo dalla croce e la sua sepoltura. Nell'entierro di Milano probabilmente si sono fuse diverse tradizioni sia spagnole che italiane in particolare attraverso ordini mendicanti come i francescani a cui si è aggiunta la strategia di cooptazione dei nobili e delle congregazioni e associazioni di pietà.
La cerimonia, sempre dopo l'ora della morte di Gesù, non è strettamente liturgica, e sono i laici i protagonisti di questi riti drammatici, che raccontano un'esperienza teatrale più che religiosa.
Una ampia diffusione dell'entierro è testimoniata a Casale Monferrato e in diversi paesi del basso Piemonte.
A Casale la Confraternita dei Disciplinanti, raccoglieva tutti i più importanti esponenti dell'aristocrazia cittadina, sono ancora visibili le statue dell'Addolorata e del Cristo morto nella chiesa parrocchiale dell'Addolorata.

## Diffusione
A San Salvatore Monferrato, nella chiesa parrocchiale di San Martino, è presente una Cappella del Crocifisso con il Cristo deposto a braccia snodabili segnale dell'uso processionale: la statua lignea del Cristo viene staccata dalla croce e accompagnata al sepolcro.

## Iconografia
Il pittore italiano Paride Pascucci ha dipinto con olio su tela Le Christ mort - Le Baiser après la Procession nel 1912. Il dipinto dipinge i vari attori della processione, così come i fedeli che veneranno la statua del Cristo morto.